# Scandinavian-Airlines-System-Flug 871
Der Scandinavian-Airlines-System-Flug 871 (Flugnummer: SK871, Funkrufzeichen: SCANDINAVIAN 871) war ein internationaler Linienflug der Scandinavian Airlines System von Kopenhagen nach Kairo mit planmäßigen Zwischenstopps in Düsseldorf, Wien, Istanbul und Ankara. Am 19. Januar 1960 ereignete sich auf dem vierten Abschnitt dieses Fluges ein schwerer Flugunfall, bei dem die an diesem Tag eingesetzte Sud Aviation SE-210 Caravelle I kurz vor der Landung auf dem Flughafen Ankara-Esenboğa ins Gelände geflogen wurde, wobei alle 42 Insassen an Bord starben. Es handelte sich um den ersten tödlichen Zwischenfall mit einer Sud Aviation Caravelle, zudem war es bis zum Middle-East-Airlines-Flug 265 der schwerste Flugunfall auf türkischem Boden.

## Maschine
Bei der betroffenen Maschine handelte es sich um eine Sud Aviation SE-210 Caravelle I mit der Werknummer 14, die am 18. November 1959 neu an die SAS Scandinavian Airlines System ausgeliefert wurde und somit zum Unfallzeitpunkt erst zwei Monate alt war. Die Maschine trug das Luftfahrzeugkennzeichen OY-KRB und den Taufnamen Orm Viking. Das zweistrahlige Mittelstrecken-Schmalrumpfflugzeug war mit zwei Triebwerken des Typs Rolls-Royce Avon 522 ausgestattet.

## Besatzung
Den Flug auf dem Flugabschnitt von Istanbul nach Ankara hatten 35 Passagiere angetreten, es befand sich eine siebenköpfige Besatzung an Bord.

## Unfallhergang
Die Caravelle flog in Kopenhagen ab und legte Zwischenstopps in Düsseldorf und Wien ein, ehe nach der Zwischenlandung eine Besatzung zustieg, die die restliche Flugstrecke über Ankara nach Kairo fliegen sollte. Die Caravelle startete um 18:00 Uhr zum Weiterflug, der zunächst, bis zum Beginn des Anflugs auf Ankara, ohne besondere Vorkommnisse verlief. Als die Maschine um 21:26 Uhr Ortszeit den Knotenpunkt Göynük überflog, übernahm die Flugsicherung in Ankara den Funkverkehr mit der Maschine. Um 21:41 Uhr meldeten die Piloten, dass sie nun den Sinkflug von 13.000 Fuß (4.115 Meter) auf 12.000 Fuß (3.658 Meter) einleiteten. Um 21:45 Uhr meldeten die Piloten, dass sie sich in 6.500 Fuß (1.981 Meter) Höhe und im weiteren Sinkflug befanden. Um 21:47 Uhr schlug die Maschine, die sich auf einem Kurs von 031 Grad befand, in 3.500 Fuß (1.067 Meter) Höhe an einem Berghang auf und zerschellte, wobei alle 42 Insassen starben. Die Unfallstelle befand sich in sechs nautischen Meilen (11 Kilometer) Entfernung zum Zielflughafen.

## Unfallursache
Die Unfalluntersuchung ergab, dass ein unbeabsichtigter Sinkflug unter die Sicherheitsflughöhe ursächlich für den Unfall gewesen war. Die Ermittler konnten nicht genug schlüssige Beweise ermitteln, um zu bestimmen, warum die Piloten die Maschine vor dem Aufprall so weit sinken ließen.